# Puente de Ixtla
Puente de Ixtla là một đô thị thuộc bang Morelos, México. Năm 2005, dân số của đô thị này là 56410 người.